# Источнонемачка марка
Источнонемачка марка је била званична валута Немачке Демократске Републике у периоду њеног постојања од 1948. до 1990. године

## Историја
18. јуна 1948. долази до званичне поделе Немачке на источну и западну, у делу Немачке који је био под Енглеском и Америком почела је замена рајхмарке и рентамарке новом валутом Немачком марком коју је издавала Немачка Савезна Банка, док су у делу под совјетском управом и даље у оптицају биле рајхсмарка и рентамарка. 23. јуна 1949. године званично излази прва серија новчаница под називом источна марка. Она је била у оптицају до 30. јуна 1990, престаје да важи уједињењем Немачке.
| Источно немачка марка        | Источно немачка марка | Источно немачка марка | Источно немачка марка |
| ---------------------------- | --------------------- | --------------------- | --------------------- |
| Име                          | Скраћеница            | Представљена          | Повучена              |
| Deutsche Mark                | DM                    | 31. октобра 1951      | 31. јула 1964         |
| Mark der Deutschen Notenbank | MDN                   | 1. августа 1964       | 31. децембра 1967     |
| Mark der DDR                 | M                     | 1. јануара 1968       | 30. јуна 1990         |